# Messaggio alle Camere
Il messaggio alle Camere è un atto del Presidente della Repubblica Italiana previsto dall'art. 87, secondo comma della Costituzione italiana.

## Caratteristiche

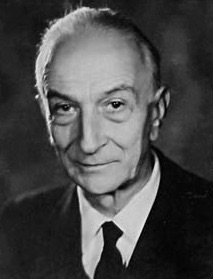
Antonio Segni fu il primo Presidente della Repubblica ad inviare un messaggio alle Camere.

I messaggi alle Camere hanno forma scritta, sono diretti al Parlamento e devono essere controfirmati dal Presidente del Consiglio o da un Ministro. Il contenuto dei messaggi rispecchia gli intendimenti personali del Presidente: quindi la controfirma di un membro del Governo ha solo valore di controllo di legittimità. Con i propri messaggi il Presidente della Repubblica non può interferire nell'azione degli altri organi costituzionali.
Le manifestazioni contenute nei messaggi istituzionali si distinguono dai messaggi motivati con cui il Presidente della Repubblica sospende la promulgazione di una legge rinviandola nuovamente alle Camere. Tale messaggio riguarda il singolo atto ed è espressione di un potere di controllo del Capo dello Stato in merito alla legittimità e opportunità costituzionale della deliberazione parlamentare di un determinato atto legislativo: è definito come una forma di veto provvisorio (anche veto sospensivo o rinvio) in quanto il Presidente può solo ritardare la promulgazione, in quanto se l'atto viene approvato nuovamente dalle Camere è obbligato a promulgarlo.

## Storia
Nella storia della Repubblica Italiana l'uso del messaggio alle Camere è scarso, si ricordano:
- il messaggio di Antonio Segni nel 1963 riguardante alcuni problemi istituzionali come la non rieleggibilità del Presidente della Repubblica e le modalità di elezione della Corte Costituzionale;
- i numerosi messaggi inviati da Francesco Cossiga relativi all'amministrazione della giustizia e sulle riforme istituzionali;
- il messaggio di Giovanni Leone nel 1975 sulla non rieleggibilità del Presidente stesso;
- il messaggio di Carlo Azeglio Ciampi nel 2002 sul pluralismo e sulla libertà di informazione;[2][3]
- il messaggio di Giorgio Napolitano nel 2013 sulla questione carceraria.[4]